# Plaza de toros de San Fernando (Cádiz)
La plaza de toros de San Fernando, situada cerca del Edificio de Capitanía General, del Museo Histórico Municipal y del Castillo de San Romualdo, es el único coso taurino de San Fernando (Cádiz) y uno de los principales de la provincia de Cádiz.
La plaza también es sede de la Escuela Taurina de San Fernando.

## Historia
La plaza de toros de San Fernando es la 2.ª plaza más antigua de la provincia de Cádiz. El cabildo de la Real Isla de León (hoy San Fernando) solicitó en 1775 un permiso a Carlos III para celebrar en la localidad corridas de toros.
Fue inaugurada el 16 de julio de 1871 con una corrida de toros de las ganaderías bravas Marqués de Saltillo  y Miura, el cartel inaugural estuvo compuesto por los espadas Antonio Carmona el Gordito, José Giráldez Jaqueta, y José Negrón.

## Descripción y aforo
El coso isleño está construido en madera y piedra, tiene dos pisos, doce puertas y ocho escaleras, asientos de sillón, de valla, de cajón, grada, tendidos, palcos altos y bajos. La plaza cuenta con doce chiqueros, caballerizas, corral de arrastre, enfermería, carnicería y varias dependencias para oficinas. El coso tiene 30 metros de dámetro, con un aforo de 8 000 localidades y está catalogada como plaza de 3.ª categoría.

## Feria del Carmen y de la Sal
Durante la Feria del Carmen y de la Sal, realizada en el mes de julio coincidiendo con las fiestas locales en honor a la Virgen del Carmen se celebran corridas de toros en el coso taurino isleño, en diferentes modalidades, corridas completas o mixtas de rejones, se incluyen también diferentes festejos taurinos como los Forcados portugueses.